# Экспресс-ставка
Экспресс-ставка (англ. accumulator bet) — ставка на несколько не связанных между собой событий, происходящих в одно время. Комбинированная ставка или экспресс-ставка сыграет тогда, когда все исходы станут выигрышными.
Формула расчёта прибыли очень проста: сумму ставки умножается на коэффициенты всех событий. В случае, если хотя бы одно событие проиграет, экспресс тоже считается проигранной.
Как ее рассчитывают? Выбираются минимум две комбинации, которые, по мнению игрока, должны стать победными. Например, футбольные матчи. Ливерпуль победит Тоттенхэм, а Манчестер Юнайтед — Реал Мадрид. Ливерпуль-Манчестер имеют коэффициент 1.3, а Тоттенхэм и Реал Мадрид — 1.7. Ставки объединяются в экспресс. В итоге получается коэффициент 1.3 * 1.7 = 2.21. Оформляется ставка на 100 рублей, и общий выигрыш получается: 200 * 2.21 = 442. Если бы это была одиночная ставка: 100 * 1.3 = 130 + 100 * 1.7 = 170.
Другими словами, чем больше ставка, и чем больше событий в экспрессе, тем больше сумма выигрыша. Чтобы успешно комбинировать ставки, стоит провести анализ предстоящего события. Это существенно увеличит шансы на победу.